# Crypte archéologique de l'île de la Cité
Pour les articles homonymes, voir Crypte archéologique.
La crypte archéologique de l'île de la Cité, anciennement crypte archéologique du parvis Notre-Dame, est un musée de la Ville de Paris, situé juste sous le parvis de la cathédrale Notre-Dame, dans le quartier Notre-Dame du 4e arrondissement. Le site présente des vestiges archéologiques de l'Antiquité au XIXe siècle, découverts lors des fouilles réalisées dans les années 1960–1970, avant la construction d'un parking souterrain.

## Histoire
Au début des années 1960, l'idée de réagencer le parvis Notre-Dame est arrêtée. En 1962, le conseil municipal de Paris décide d'y aménager un parking en sous-sol. Deux ans plus tard, des fouilles préventives sous l'autorité de l'archéologue Michel Fleury sont menées afin d'exhumer de potentiels vestiges. Elles durent jusqu'en 1975 et sont fructueuses : « apparurent les restes de bains publics gallo-romains, une portion du mur d'enceinte du IVe siècle, des fondations de maisons médiévales, de bâtiments du XVIIIe jusqu'aux égouts haussmanniens ». Leur importance conduit en 1967 à adopter le principe de préserver ces ruines sous forme d'une crypte muséale mais les hésitations quant à l'avenir du parvis en lui-même conduisent à laisser le site en chantier durant plusieurs années, au grand dam des élus parisiens. Le site de l'entrée du parking est décidé en 1970, à l'ouest du parvis, près de l'accès à la future crypte, d'un style contemporain discret. En 1973, Michel Fleury plaide pour l'étendre encore plus à l'ouest sur le parvis, là où se trouvent enterrés les vestiges de la cathédrale Saint-Étienne. L'ouverture au public de la crypte se fait attendre, au point que Sites et Monuments se demande : « Sera-telle à ranger dans la catégorie des mythes ou des serpents de mer ? ». Elle est finalement inaugurée en 1980 mais des fouilles souterraines se poursuivent jusqu'en 1988, l'archéologue Venceslas Kruta exhumant ainsi les restes d'un quai du port de Lutèce.
À partir de 2014, la crypte présente des reproductions 3D de Paris à travers les époques. En 2016, alors que la mairie de Paris lance un concours pour redynamiser l'aménagement de l'île de la Cité, l'architecte urbaniste Dominique Perrault propose dans son rapport de remplacer le parvis de Notre-Dame par une dalle en verre géante afin de révéler la présence de la crypte à la vue de tous les passants, idée finalement refusée par Emmanuel Grégoire, premier adjoint à la maire de Paris Anne Hidalgo. Cependant, un réaménagement global des abords de la cathédrale reste programmé pour les années 2020, où la question d'une meilleure intégration de la crypte avec les monuments qui la bordent demeure d'actualité.
À la suite de l'incendie de Notre-Dame de Paris, la crypte est fermée et n'ouvre pas pour la nuit des musées le mois suivant. Sa réouverture, retardée par la pandémie de Covid-19, a lieu en juillet 2021. En juin 2022, Bas Smets remporte le concours pour réaménager les abords de Notre-Dame après l'incendie. Le projet prévoit notamment l'aménagement de l'ancien parking avec une nouvelle entrée de la crypte archéologique de l'île de la Cité ; les travaux sont prévus pour la période 2024–2027.

## Présentation du site
La crypte présente de nombreux vestiges présents au sud de l'île de la Cité, cœur historique de Paris. On peut y observer plusieurs éléments allant de l'époque gallo-romaine au XIXe siècle.
De l'époque gallo-romaine, sont conservés :
- un tronçon du mur du quai du port antique de Lutèce ;
- un établissement de bains publics gallo-romain, dont il subsiste le système de chauffage par hypocauste ;
- une partie du mur d'enceinte du début du IVe siècle.

Du Moyen Âge, subsistent :
- le sous-sol de l'ancienne chapelle de l'Hôtel-Dieu ;

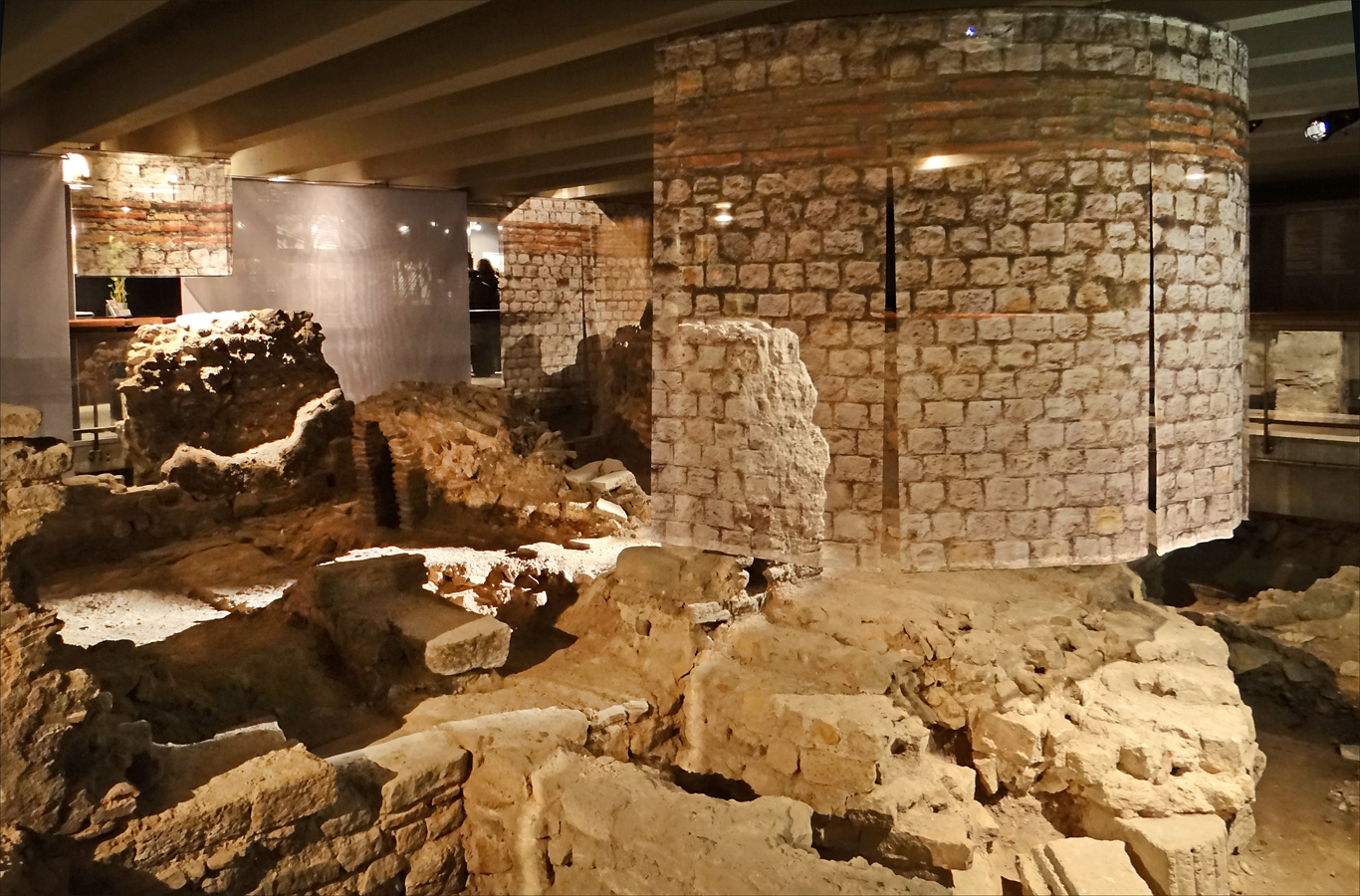
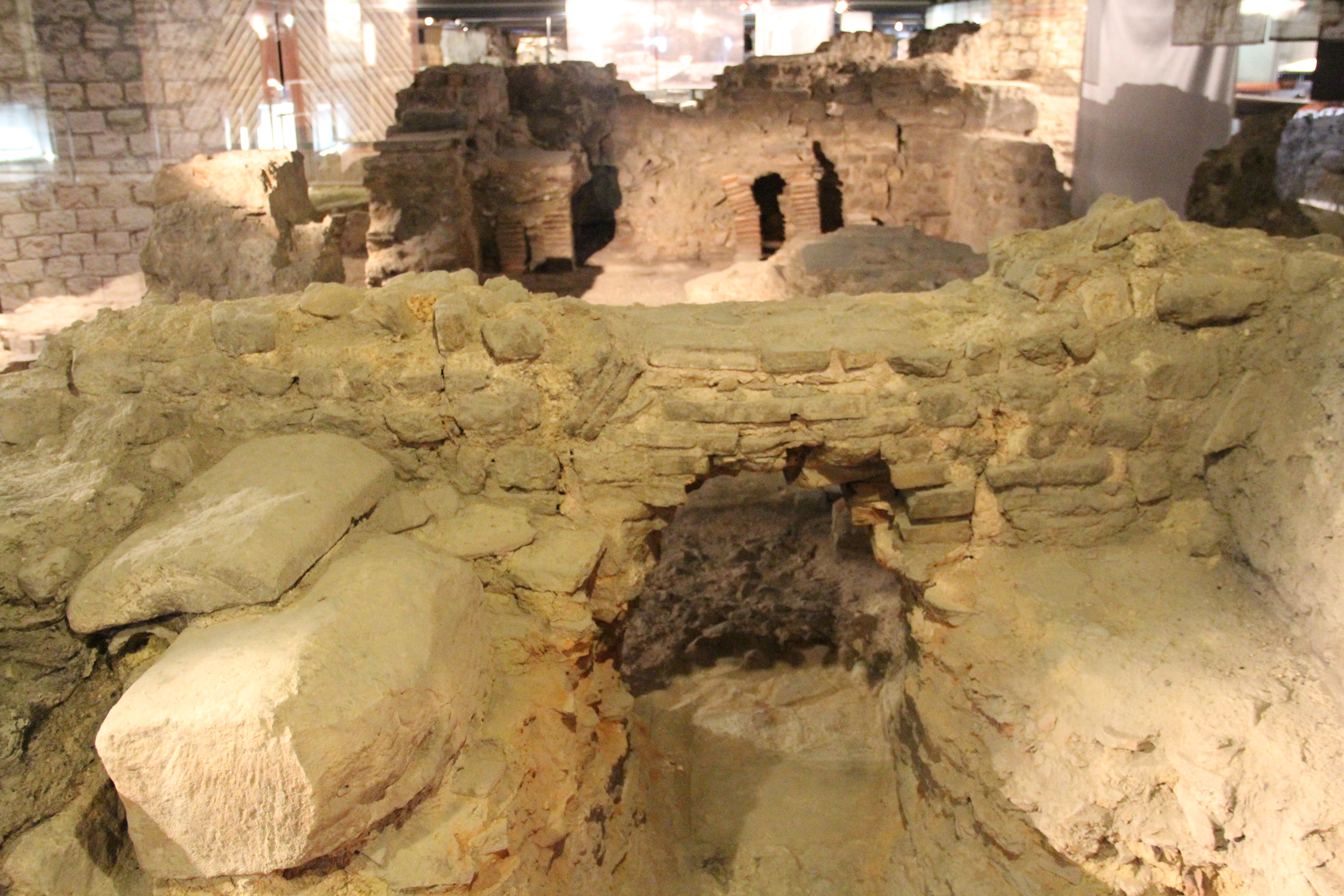

- les fondations des maisons de la rue Neuve-Notre-Dame.

Du XVIIIe siècle, il reste :
- les fondations de l'Hospice des Enfants-Trouvés.

Du XIXe siècle, il subsiste :
- le tracé des égouts haussmanniens.

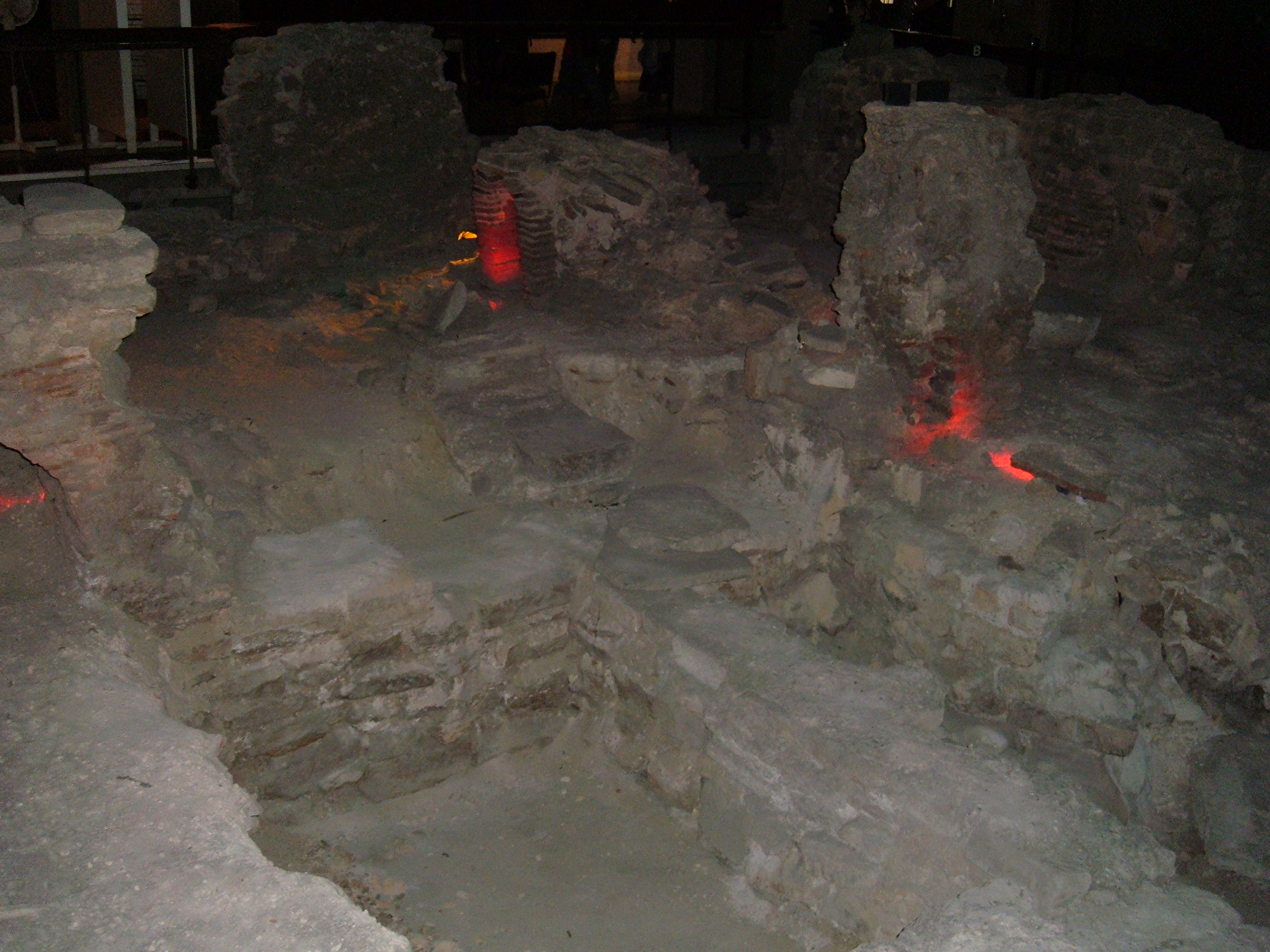
Vestiges du système de chauffage par hypocauste des thermes gallo-romains.

## Gestion du site
De 2000 à fin 2012, la crypte est gérée par le musée Carnavalet. Depuis le 1er janvier 2013, c'est un des quatorze musées de la ville de Paris gérés par Paris Musées, l'établissement public administratif créé à cette date.
La crypte est ouverte du mardi au dimanche inclus. Sauf pour certaines personnes sur présentation d'un justificatif en cours de validité, son entrée est payante (avec réduction éventuelle), contrairement à la majorité des musées de la Ville de Paris dont l'accès (hormis les expositions temporaires) est gratuit depuis décembre 2001.
Elle est accessible aux personnes à mobilité réduite.

## Expositions
- 2002 : Opéras : le Châtelet, Opéra-comique, Palais Garnier (29 mai – 22 septembre 2002)
- 2002–2003 : Le parvis de Notre-Dame : Archéologie et histoire, 1624–2002 (1er octobre 2002 – 27 avril 2003)
- 2003–2004 : Autour de Notre-Dame (8 octobre 2003 – 2 mai 2004)
- 2005–2006 : Le boire et le manger à Lutèce (11 mai – 30 octobre 2005 et 29 novembre 2005 – 15 janvier 2006)
- 2007–2008 : Construire à Lutèce (11 avril 2007 – 25 mai 2008)
- 2009–2010 : Les grands monuments de Lutèce : Premier projet urbain de Paris (21 janvier 2009 – 31 janvier 2010)
- 2011–2012 : Et Lutèce devint Paris : Métamorphoses d'une cité au IVe siècle (15 mars 2011 – 26 février 2012)
- 2020–2022 : Notre-Dame de Paris, de Victor Hugo à Eugène Viollet-le-Duc (9 septembre 2020 – 9 septembre 2022)

## Fréquentation
La fréquentation du site est relativement stable et essentiellement spontanée, l'entrée étant mal signalée à l'extérieur.
| 2001    | 2002    | 2003    | 2004    | 2005   | 2006    | 2007    | 2008    | 2009    |
| ------- | ------- | ------- | ------- | ------ | ------- | ------- | ------- | ------- |
| 172 773 | 129 890 | 113 399 | 119 733 | 89 510 | 108 484 | 112 819 | 142 424 | 150 852 |

| Année | Entrées gratuites | Entrées payantes | Total   |
| ----- | ----------------- | ---------------- | ------- |
| 2011  | 125 334           | 58 838           | 184 172 |
| 2012  | 121 780           | 44 395           | 166 175 |
| 2013  | 154 737           | 68 662           | 223 399 |
| 2014  | 144 829           | 53 211           | 198 040 |
| 2015  | 0                 | 165 628          | 165 628 |
| 2016  | 127 623           | 51 296           | 178 919 |
| 2017  | 0                 | 171 190          | 171 190 |